# The Good, the Bad & the Queen
The Good, the Bad & the Queen fue un supergrupo británico de art rock, formado en Londres, en 2005. Consistía en el cantante y multinstrumentista Damon Albarn, el bajista Paul Simonon, el guitarrista Simon Tong y el baterista Tony Allen. Los integrantes del grupo ya habían trabajado en bandas notorias, incluyendo Albarn (cantante de Blur y cocreador de Gorillaz), Simonon (bajista de The Clash), Tong (guitarrista  de The Verve) y Allen (baterista de Fela Kuti).
Lanzaron su álbum debut homónimo (2007), el cual incorpora estilos de art rock, rock alternativo y lo-fi. Su segundo álbum de estudio Merrie Land (2018), incorpora música folklórica, synth pop y rock alternativo. El nombre del grupo está inspirado en la película de 1966 The Good, the Bad & the Ugly, del director Sergio Leone. El grupo posee algunos premios de categoría «Álbum del año».

## Historia

### Formación,The Good, the Bad & the Queen(2005-08)
En 2000, el baterista nigeriano Tony Allen invitó al músico británico Damon Albarn a París para realizar una presentación en vivo con él después de haber escuchado el sencillo de la banda de Albarn Blur, «Music Is My Radar», que contiene una referencia a él, hubo conexión entre ambos y para 2002 Allen estuvo buscando colaboradores para su siguiente álbum de estudio, HomeCooking, y uno de esos colaboradores fue Albarn. Ese mismo año, Albarn teniendo otros compromisos, siendo cuando el creador y guitarrista de Blur, Graham Coxon abandonó el grupo; Blur necesitó un guitarrista para las presentaciones en vivo de la gira Think Tank Tour, pensaron en un guitarrista de la banda británica The Verve, Simon Tong, este aceptó, y rápidamente, Tong se convirtió en músico de confianza tanto como para presentaciones en vivo como para proyectos posteriores, como en la banda virtual Gorillaz. Albarn tuvo la idea de formar un supergrupo con Allen y Tong, ellos accedieron.
En 2005, durante los primeros meses del nuevo supergrupo creado, Allen viajó desde París a Londres para grabar con los demás miembros de la banda en el estudio de Albarn, el Studio 13. Su rutina musical era tres días a la semana, escribir, ensayar y grabar. Al mismo tiempo, Albarn comenzó a grabar el disco debut junto con el segundo álbum de estudio de Gorillaz, Demon Days e invitó al productor Danger Mouse para producir ambos discos. Allen le sugirió al grupo restante (él, Tong, Danger Mouse) que se dirigieran al país de origen de él, Nigeria, para continuar las grabaciones sin Albarn, pues Albarn volvió a grabar con músicos africanos después del álbum de estudio colaborativo de 2002, Mali Music, descontinuando así las grabaciones del disco debut de The Good, the Bad & the Queen.
La banda (sin Albarn), grabó en Afrodisia Studios (estudios anteriormente utilizados por Allen como baterista de Fela Kuti), donde compusieron un gran número de canciones, e ideas para grabar antes de regresar a Londres otra vez. Sin embargo, al regresar a Londres todo el grupo, Albarn no estaba lo suficientemente contento con el material como para llevarlo a álbum de estudio. En primer lugar, según él sintió que no había brillado él en las grabaciones y, en segundo lugar, eran en su mayoría arreglos de orquesta de jazz tipo big band que, decidió, no era lo que estaba buscando. Al estarse acercando el lanzamiento del segundo disco de Gorillaz, Demon Days, él y Tong decidieron a terminar el álbum de Gorillaz. Terminado Demon Days, Albarn volvió a pensar en el disco debut de The Good, the Bad & the Queen, sin embargo, si iba a ser material basado en el arreglo tradicional y típico de «banda» de 4 piezas, por supuesto, todavía faltaba una pieza del rompecabezas: el bajo. Damon se puso a pensar y de repente se le ocurrió el bajista del grupo británico The Clash, Paul Simonon, quien lo conoció en la boda de Joe Strummer. Damon hizo la llamada, se reunieron, Simonon aceptó trabajar en el álbum, y finalmente, la banda estaba completa, y volvieron a escribir, ensayar y grabar.
The Good, the Bad & the Queen se mencionó erróneamente por primera vez como un disco solista de Albarn, no obstante en 2006, la revista NME reveló que se trataba de un supergrupo formado por Albarn. El grupo lanzó su sencillo debut «Herculean» el 30 de octubre de 2006, y debutó número 22 en la UK Singles Chart. Realizaron sus primeros tres conciertos, siendo estos de calentamiento en el Pig's Nose Inn, en Ilfracombes Marlboro Club y en The Exeter Cavern Club, durante el cual tocaron el álbum completo, y dos canciones más siendo «Intermission Jam» y «Mr. Whippy». La canción «Herculean» le consiguió una aparición a la banda en la temporada de Promos eléctricos de BBC, durante el cual volvieron a tocar el disco completo. El 15 de enero de 2007, fue lanzado el segundo sencillo «Kingdom of Doom», y alcanzó el número 20. El 2 de abril de 2007, su tercer sencillo «Green Fields», y debutó número 51. El lanzamiento del álbum se produjo el 22 de enero de 2007. El 8 de diciembre de 2006, el grupo apareció en el episodio n.º 28.6 del programa de televisión británico de música en vivo, Later... with Jools Holland.
El disco ganó el premio a «Mejor álbum de 2007» de la revista The Observer, Simonon le mencionó a la revista como surgió el disco: «[el álbum] no es un álbum comercial, por lo que ganar este premio, muestra que puedes hacer buena música sin ir por la ruta genérica. No había estado en un grupo en 17 o 18 años, y luego Albarn me pidió que escuchara algunas canciones que la banda había grabado en Nigeria, como base. Lo escuche en la boda de Joe Strummer. Compartimos ideas, pensamientos sobre las personas, los estilos musicales y el lugar donde vivimos. Quería complementar la música con lo batería de Allen. No es demasiado complicado, para ser honesto, lo que era para nosotros la atmósfera de Londres evolucionó a medida que tocábamos. Hay mucha artesanía en el álbum. Albarn tuvo una visión para los arreglos técnicos y musicales, y todos pusieron algo de ellos alrededor del disco. Todo está hecho ahora. No haremos otro álbum, y no nombramos correctamente el grupo porque un nombre es para un matrimonio». Albarn mencionó que la banda «no tenía nombre» y que «The Good, the Bad & the Queen» era el nombre del disco.

### Retorno,Merrie Land(2014-2019)
Aunque Simonon mencionó que no iban a componer otro álbum; en octubre de 2014, Albarn anunció que había escrito un nuevo disco para The Good, the Bad & the Queen y estaba en espera grabarlo. Las sesiones de grabación para el segundo álbum comenzaron en enero de 2017, cuando Albarn, Simonon y Tong se reunieron en el Teatro para Conciertos Blackpool (Reino Unido), que originalmente iba a ser el teatro para conciertos de The Good, the Bad & the Queen. En una entrevista con la revista Q, en abril de 2017, Albarn mencionó que todavía se estaba componiendo un nuevo álbum, pero que los «eventos recientes» habían atrasado el álbum de estudio y que The Good, the Bad & the Queen «comenzará de nuevo», estos «eventos recientes» fueron el lanzamiento de los álbumes de la banda virtual Gorillaz, Humanz y más tarde The Now Now y su respectiva gira.
El 23 de octubre de 2018, el grupo anunció el nombre del segundo álbum de estudio, Merrie Land, ese mismo día, la banda lanzó el primer sencillo del álbum, «Merrie Land». El 30 de octubre de 2018, el grupo apareció nuevamente después de once años en el episodio n.º 53.6 del programa de televisión británico de música en vivo, Later... with Jools Holland. El 5 de noviembre de 2018, fue lanzado el segundo sencillo, «Gun to the Head». El lanzamiento del álbum se produjo el 16 de noviembre de 2018, el cual fue producido por Tony Visconti. En una entrevista con The Guardian, los miembros de la banda mencionaron que Merrie Land comparte rasgos creativos con su predecesora, pero estilísticamente son diferentes. Simonon mencionó: «nuestro nuevo álbum es música folklórica inglesa moderna con un poco de rub-a-dub [...] Es como una especie de alusión a la visión nostálgica y sentimental de la gente sobre cómo solía ser Inglaterra [que] realmente nunca existió». Mientras que Allen señaló: «esta vez la gente puede bailar», y Albarn comentó: «[el álbum] es una carta rancia de despedida».
El baterista Tony Allen falleció el 30 de abril de 2020 en París a la edad de 79 años, a causas de un aneurisma de aorta. La banda de Albarn y Jamie Hewlett, Gorillaz, brindó tributo a Allen tras sacar la canción «How Far?» donde participa Allen y el rapero británico Skepta.

## Presentaciones en vivo
El 27 de enero de 2007, iniciaron su gira debut, The Good, the Bad & the Queen Tour, la cual empezó en el Trinity Centre (Reino Unido), y terminó el 23 de septiembre de 2007 en el Teatro de Ópera de Copenhague (Dinamarca). En 2007, Damon Albarn había dicho que la banda «había terminado permanentemente», sin embargo, el grupo se reunió para tocar en vivo el 27 de abril de 2008, en el Love Music Hate Racism (Reino Unido).
El 10 de noviembre de 2011, The Good, the Bad & the Queen se presentó en The Coronet (Reino Unido) por el aniversario n.º 40 de la ONG ambientalista Greenpeace, siendo la primera vez que tocan después del hiatus de tres años, anteriormente Paul Simonon mencionó «siempre hemos apoyado a Greenpeace y su increíble trabajo. Debería ser una gran noche, estamos deseando que llegue».
El 1 de diciembre de 2018, empezaron la gira del Merrie Land Tour, en el Teatro para Conciertos Blackpool (Reino Unido), la cual terminó el 16 de agosto de 2019 en el Lowlands Festival (Países Bajos), en la cual Albarn le dijo a la multitud: «Este es nuestro último concierto. Después de esto, la banda, hecha».

## Exmiembros
- Damon Albarn - vocales, teclados, guitarras (2005-08, 2011, 2014-19)
- Paul Simonon - bajo, coros (2005-08, 2011, 2014-19)
- Simon Tong - guitarras (2005-08, 2011, 2014-19)
- Tony Allen - percusión, programación de batería (2005-08, 2011, 2014-19)

Línea de tiempo

## Discografía
Álbumes de estudio
- 2007: The Good, the Bad & the Queen
- 2018: Merrie Land

## Giras
- 2007: The Good, the Bad & the Queen Tour
- 2018-19: Merrie Land Tour

## Premios y nominaciones
| Año  | Premio                        | Categoría                  | Nominado                      | Resultado | Ref(s)        |
| ---- | ----------------------------- | -------------------------- | ----------------------------- | --------- | ------------- |
| 2007 | The Observer                  | Álbum del año              | The Good, the Bad & the Queen | Ganador   | [ 18 ]        |
| 2007 | Premios Mojo                  | Álbum del año              | The Good, the Bad & the Queen | Ganador   | [ 41 ]        |
| 2018 | The Sunday Times              | Álbum del año              | Merrie Land                   | Ganador   | [ 42 ]        |
| 2019 | Premios AIM Independent Music | Mejor presentación en vivo | The Good, the Bad & the Queen | Nominado  | [ 43 ] [ 44 ] |